# Luigi Nocivelli
Luigi Nocivelli (Offlaga, 29 aprile 1930 – Verolanuova, 19 dicembre 2006) è stato un imprenditore e dirigente d'azienda italiano.
Dal 1988 al 2002 è stato membro del consiglio di amministrazione della Banca Lombarda.

## Biografia

### La gioventù

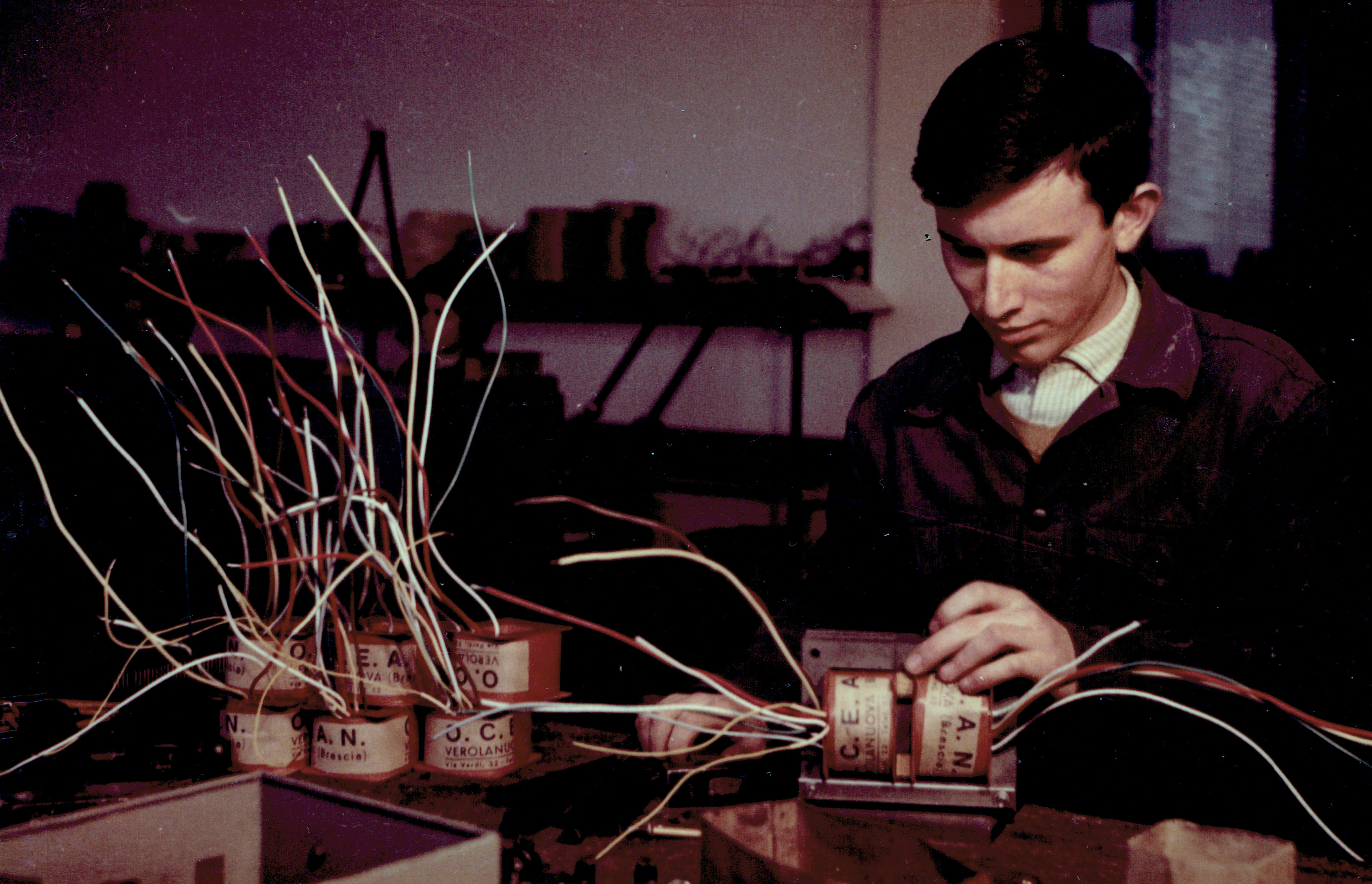
Operaio al lavoro su uno stabilizzatore Ocean

Figlio primogenito dei coniugi Angelo e Lina Nocivelli, è nato a Offlaga in provincia di Brescia. Nel 1947, pochi giorni prima degli esami finali per il diploma come perito industriale elettrotecnico, il padre, in viaggio per Milano, seduto sul pianale di uno dei vagoni, per un sobbalzo perde l'equilibrio e cade dal treno, ferendosi gravemente. Sarà Luigi, durante la sua convalescenza, a tenere viva la piccola officina elettromeccanica di famiglia. Sono due anni molto faticosi e incerti, ma determinanti per la formazione del carattere e della personalità di Luigi Nocivelli. È infatti in questo periodo che matura la sua forza di volontà, la sua competenza tecnica, la passione per la meccanica e l'elettromeccanica. All'inizio del 1950 Angelo Nocivelli torna in salute e riprende a lavorare insieme al figlio. Luigi Nocivelli decide ora di proseguire gli studi e si iscrive alla facoltà di Economia e Commercio dell'Università Bocconi di Milano. Un giorno legge un articolo sugli stabilizzatori di tensione, che la Siemens aveva studiato ma mai prodotto a livello industriale e ha un'intuizione. Questo componente avrebbe permesso una visione ottimale della televisione e per ogni apparecchio venduto ci sarebbe stato bisogno di uno stabilizzatore. Un mercato potenzialmente vastissimo. L'officina Nocivelli di Verolanuova (BS) inizia il suo percorso di crescita: la produzione aumenta rapidamente e l'attività deve ingrandirsi. Nel 1956 Luigi viene arruolato, ma anche in caserma continua a pensare allo sviluppo dell'officina. Il suo obiettivo è trasformarla in una vera fabbrica elettromeccanica: poco dopo il congedo, alla fine del 1957 nasce la OCEAN di Verolanuova, Officina Costruzioni Elettriche Angelo Nocivelli.

### Al vertice della Ocean

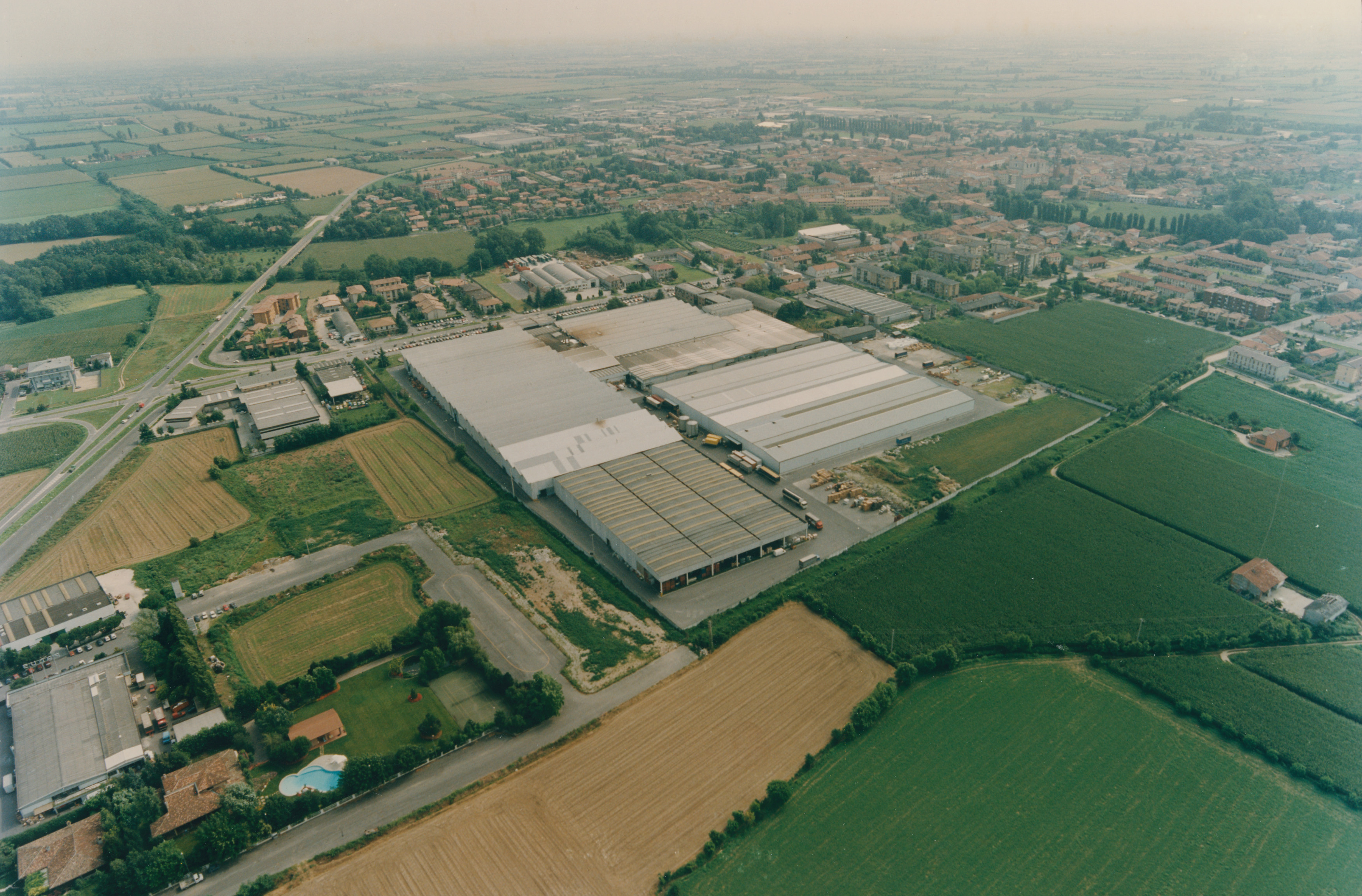
Stabilimento Ocean di Verolanuova, Viale Europa

Nel 1958, la Ocean è un'azienda florida. Al timone dell'azienda con Angelo e Luigi ci sono anche gli altri figli: Bruna, che si occupa di amministrazione e Gianfranco, che si specializza nelle relazioni commerciali e seguirà il fratello Luigi in tutte le iniziative industriali. Tuttavia, nella seconda metà dell'anno il mercato degli stabilizzatori crolla improvvisamente. 
Luigi Nocivelli non si perde d'animo e trasforma questo momento di difficoltà in un'opportunità per diversificare il business di famiglia. Decide di esplorare il settore dei refrigeratori, un mercato nuovo, all'epoca, in forte espansione. Nel 1959, inizia una prima fase sperimentale, per avviare l'anno successivo la produzione vera e propria del prodotto presso lo stabilimento della Ocean, ampliato per far fronte agli ordini che superano i 5.000 pezzi.
Nel 1960 Luigi Nocivelli sposa Barbara Zarnetti e, nel 1964, si trasferisce con lei e con i figli sopra il nuovo stabilimento Ocean di 10.000 m². In questi anni, l'Azienda vive un momento di grande espansione e varca i confini nazionali. Grazie all'abilità di Luigi e Gianfranco, la Ocean diventa uno dei maggiori produttori europei di congelatori per conto di terzi, con una produzione che raggiunge i 250.000 pezzi/anno. 
Nel 1969 i Nocivelli acquistano uno stabilimento a Pozzaglio per la produzione di congeltori verticali per uso domestico, che affianca lo storico stabilimento di Viale Europa di Verolanuova.

### Il sogno dell'elettromeccanica italiana
All'inizio degli anni settanta, mentre segue la crescita della Ocean, Luigi Nocivelli coltiva il sogno di rilanciare su scala internazionale l'elettromeccanica italiana. Comincia una campagna di acquisto di azioni della Ercole Marelli con l'obiettivo di realizzare una scalata ai vertici dell'azienda che meglio di ogni altra può rappresentare il potenziale italiano in questo settore. Entra nel consiglio d'amministrazione nel 1973 e, divenuto azionista di maggioranza, ne assume il controllo lasciando al fratello Gianfranco il compito di guidare la Ocean.
Luigi mette in opera un piano di ristrutturazione per ridare orgoglio e competitività alla Marelli, incarnando uno stile imprenditoriale caratterizzato da dedizione, competenza e concretezza.
Vuole creare un sistema che unisca le macchine per produrre energia a quelle per trasformarla in elettricità e trasportarla ai consumatori. Espande la gamma dei prodotti e implementa le competenze impiantistiche. Entra nel mercato delle linee elettriche e guarda con sempre maggiore attenzione all'estero per individuare nuovi mercati e opportunità di grandi commesse. Punta, inoltre, sull'energia nucleare, che considera fondamentale per la crescita del Paese.
Sotto la guida di Nocivelli la Ercole Marelli rafforza in maniera significativa la propria posizione, registrando un fatturato di quasi 80 miliardi di lire nel 1974, con un progresso del 56% rispetto al 1973. Tuttavia, il sogno di Luigi Nocivelli si scontra con uno scenario assai complesso: crisi petrolifera, blocco del piano energetico, inflazione, caos monetario, disoccupazione e riduzioni salariali, lotta armata e terrorismo portano il sistema nazionale al tracollo. Anche la Ercole Marelli viene messa in liquidazione e Luigi Nocivelli lascia la guida del gruppo elettromeccanico nel 1981.

### L'impero elettrodomestico

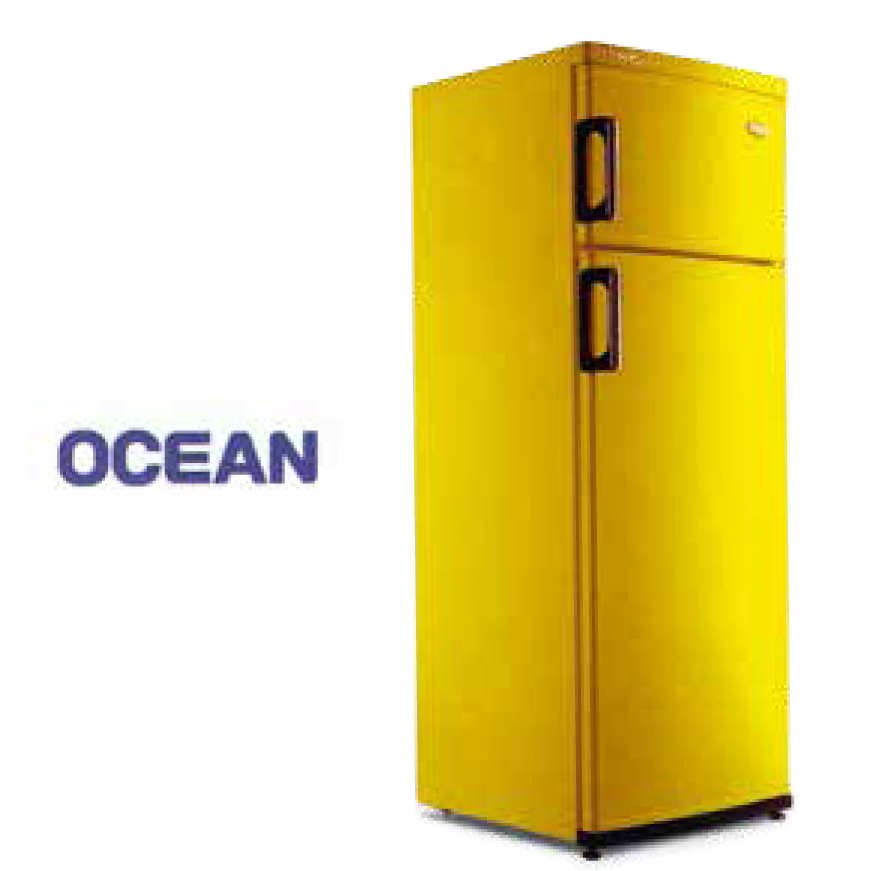
Frigorifero Ocean, Linea Sfera (anni '80)

Luigi rientra a Verolanuova per dedicarsi a tempo pieno allo sviluppo industriale della El.Fi. Elettrofinanziaria, la società che i Nocivelli hanno creato per gestire le finanze del gruppo e le future acquisizioni. L'idea di Luigi è infatti quella di crescere soprattutto per linee esterne, con l'obiettivo di trasformare l'azienda di famiglia in una primaria realtà nel settore dell'elettrodomestico, a livello internazionale.
Dai primi anni Ottanta, il flusso di acquisizioni prosegue continuo. Qui seguito le principali operazioni di M&A:
- 1984: Zanussi Climatizzazione di Bassano del Grappa (VI), poi Ocean Idroclima, che segna l'ingresso nel settore delle apparecchiature per la casa
- 1984: Sangiorgio di La Spezia, attiva nel mercato del lavaggio
- 1985: Samet di Romano d'Ezzelino (VI), che si occupa del segmento della cottura
- 1987: Costan di Belluno, leader in Italia nella refrigerazione commerciale, con filiali in tutta Europa. L'attività non si colloca direttamente nel settore della casa, ma in un ambito comunque affine e viene valutata da Luigi e Gianfranco come una nuova e interessante opportunità.
- 1988: Bonnet Réfrigération e Froid Satam Brandt, poi Bonnet Névé (Francia), acquisite dal gruppo Thompson e anch'esse attive nel comparto della refrigerazione commerciale
- 1988: Filiberti Argo, fabbrica prodotti complementari a quelli di Ocean Idroclima come caldaie, radiatori in ghisa e piccoli climatizzatori domestici
- 1989: Chaffoteaux et Maury (Francia), produce caldaie murali e scaldabagni elettrici e a gas
- 1989: Ofta, poi Domoservice (Francia), specializzata nella manutenzione degli impianti di riscaldamento
- 1991: Filiberti Argo diventa Sanyo Argo Clima a seguito di una joint-venture con i giapponesi di Sanyo e Sumitomo
- 1992: Blomberg GmbH (Germania) che produce lavatrici di alta gamma e Elektra Bregenz (Austria), sempre di proprietà della famiglia Blomberg, che fabbrica forni, cucine e piastre per cottura
- 1992: Thomson-Brandt (Francia), leader assoluto di mercato nel settore dei grandi elettrodomestici, che acquisisce nel 1999 la Polar, società polacca, attiva nel medesimo settore
- 1999 nello stesso anno viene acquisita l'inglese George Barker, attiva nel settore della refrigerazione commerciale.

Ogni operazione costituisce la tappa di un cammino di crescita che nasce da una precisa filosofia di vita. Luigi Nocivelli si sforza infatti di creare un grande sistema omogeneo, armonioso ed equilibrato: dai congelatori passa ai frigoriferi e si dedica poi a tutti i comparti del settore elettrodomestico, per entrare nelle case ed aiutare le famiglie a risolvere i problemi pratici della vita quotidiana.
In meno di un decennio Luigi, con il fratello Gianfranco, trasforma la piccola azienda di famiglia in una delle maggiori realtà industriali europee nel settore degli elettrodomestici. In dettaglio, alla fine del 1993 la El.Fi. è alla testa di un importante gruppo leader nel settore del bianco e attivo in secondo luogo anche sul mercato della refrigerazione industriale, del riscaldamento & climatizzazione, per un fatturato complessivo di quasi 3500 miliardi di lire e 14.000 addetti. 

### L'ultimo progetto
L'orientamento strategico dei fratelli Nocivelli subisce una variazione: decidono di concentrare le attività nei settori dell'elettrodomestico e della refrigerazione commerciale, abbandonando riscaldamento e condizionamento.
Luigi Nocivelli persegue un disegno che ha in mente dai tempi della Marelli: creare un sistema coerente e integrato di multinazionali che dialoghino tra loro, si completino a vicenda diversificando i rischi e massimizzando i profitti. Le acquisizioni dei vent'anni precedenti erano volte a costruire il polo europeo dell'elettrodomestico per entrare nelle case del maggior numero possibile di consumatori ed essere presente contemporaneamente con la refrigerazione, la cottura e il lavaggio. L'unico tassello che ancora manca al suo progetto sono i piccoli elettrodomestici. 
Moulinex potrebbe costituire l'anello mancante. Nonostante sia un'azienda molto grande e conosciuta, è in difficoltà, protetta dallo Stato e dalle grandi banche e quindi poco trasparente e difficile da valutare. Luigi Nocivelli decide di acquistarne una piccola quota per cominciare a tastare il terreno. In questo stesso periodo, affronta alcuni problemi di salute a causa di una forma tumorale all'intestino e deve essere operato.
Nel 2000 prosegue la scalata al gruppo francese. L'obiettivo è far valutare la Moulinex e la Brandt, allineare le società e procedere a una fusione. Chiede una due diligence approfondita, tuttavia quando i francesi si oppongono, abbandona il progetto di investigare e firma la lettera d'intesa preliminare per la fusione. Perfezionato l'accordo a fine anno, Luigi presenta un piano di risanamento triennale che propone di raggiungere un fatturato di 6.000 miliardi. Il programma prevede il taglio di circa 2.000 dipendenti e conferma il mantenimento di tutti gli stabilimenti produttivi, che richiedono però investimenti di ammodernamento. 
Luigi decide di cedere la gestione ai francesi e si limita ad agire come azionista di riferimento lasciando che il consiglio operi in accordo con le banche. Ad aprile vengono licenziati 1500 dipendenti e chiusi tre stabilimenti. Nei mesi successivi, la direzione procede alla chiusura di altri siti e al licenziamento di nuovo personale. La situazione precipita, le banche francesi chiudono le linee di credito e nel settembre 2001 l'AD Patrick Puy presenta in tribunale i libri contabili.
Le ripercussioni della crisi sono violentissime, anche nella famiglia Nocivelli: i due fratelli che per tutta la vita avevano lavorato insieme, si allontanano.
Luigi si sforza di riprendere la vita di sempre. Si dedica alla causa con il tribunale francese e si rimette al lavoro. Vuole ripartire rapidamente con una nuova iniziativa imprenditoriale e riaffermare la sua onestà e valore come individuo prima che come industriale.
Il processo continua e nel 2004 Pierre Blayau, l'amministratore delegato di Moulinex precedente alla fusione con Brandt, viene accusato di appropriazione indebita, bancarotta e falso in bilancio. Anche Puy, l'AD della Moulinex-Brandt viene incriminato insieme ad altri cinque alti dirigenti per reati analoghi. Dal canto loro, Luigi e Gianfranco devono rispondere dell'ammanco di fondi della Brandt, ma non hanno difficoltà ad affermare che erano serviti per il riallineamento delle due aziende prima della fusione. È una vittoria importante per la Famiglia Nocivelli, che verrà completamente assolta alla fine del processo, il 12 febbraio 2015.

### La rinascita

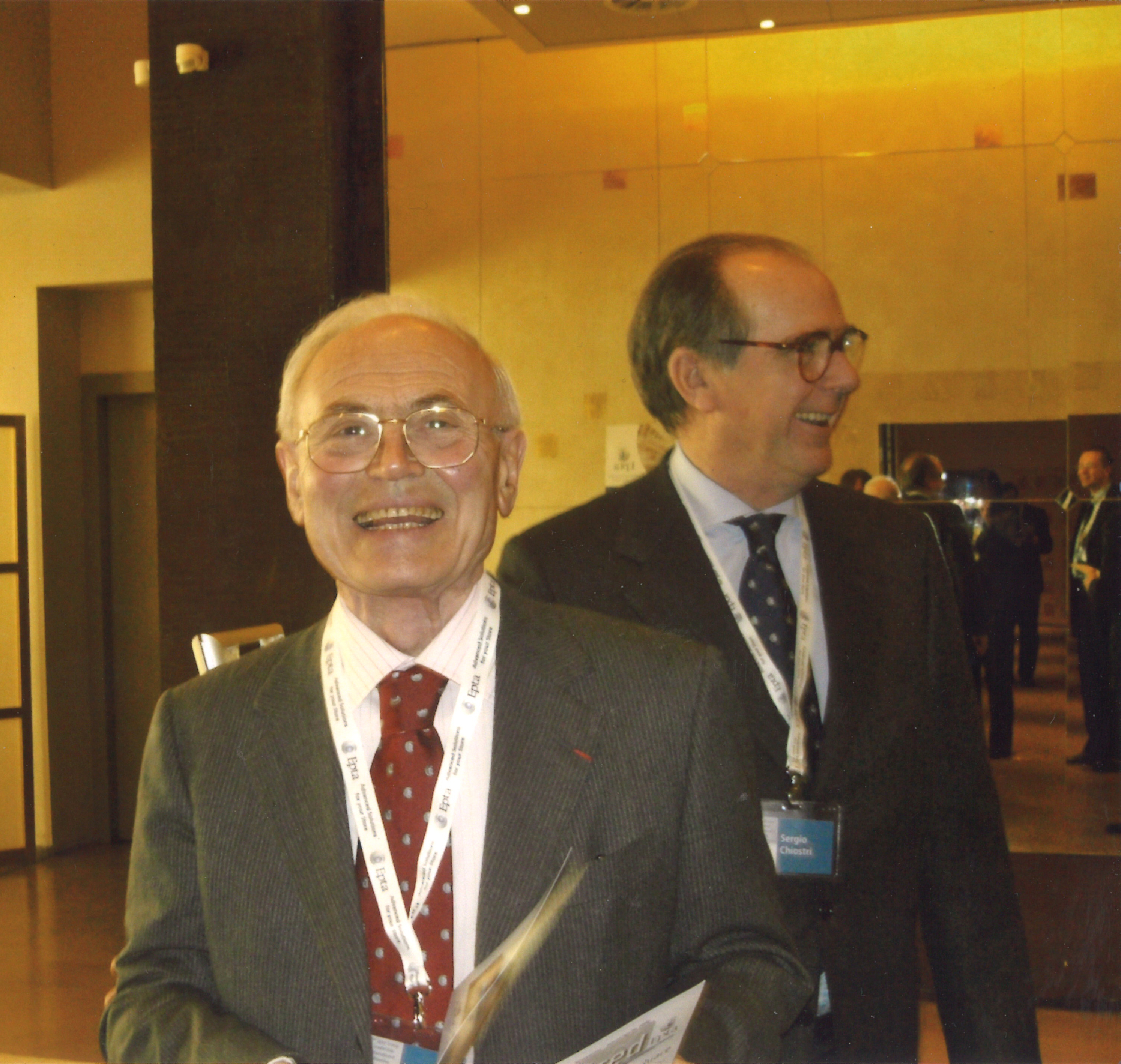
Luigi Nocivelli e Sergio Chiostri

Dal 2002 diventa chiaro che la El.Fi. non può rinascere nel suo complesso. Occorre tenere in vita i rami sani e ripartire da quelli: Luigi e Gianfranco separano il settore della climatizzazione da quello della refrigerazione.
Paolo Nocivelli, figlio di Gianfranco, prende in carico la gestione della Argo. La refrigerazione commerciale resta a Luigi e al figlio Marco che era già amministratore delegato di Costan.
Luigi lavora alle linee di sviluppo strategico della società: immagina che da Costan, Bonnet Névé e George Barker possa nascere un gruppo ampio e articolato, che sviluppi a 360° il settore delle refrigerazione commerciale. Mettendo a fuoco alcuni errori del passato ricostruisce la sua figura di imprenditore, cercando di correggersi e migliorarsi.
Nel mercato del freddo le aziende della El.Fi. erano autonome ed esisteva solo un coordinamento finanziario. Ora si sceglie un modello alternativo su cui fondare la nuova realtà. Luigi la chiama Epta, mettendo al centro di questa iniziativa il valore simbolico della famiglia, composta da sette figli. Viene creata una holding operativa con sede a Milano, Luigi Nocivelli è il presidente, Sergio Chiostri, amico e consigliere fidato, assume l'incarico di amministratore delegato. La partenza nel 2003 è lenta, ma la tendenza s'inverte velocemente. Luigi, che era sempre stato a capo di una rete polverizzata di aziende autonome, adesso governa un sistema centralizzato che fonda la propria solidità sull'ampiezza della base del gruppo e la diversificazione del rischio, operando in diversi mercati e aree geografiche.
Nonostante nel 2004 scopra la presenza di un mesotelioma, una forma tumorale nei polmoni, Luigi Nocivelli rimane un uomo attivo e determinato e seguirà sempre con attenzione la crescita di Epta, fino alla sua morte, avvenuta nel dicembre del 2006. 
La Epta di Luigi Nocivelli, è oggi guidata dal figlio Marco Nocivelli e vanta un fatturato di oltre 800 milioni nel 2016, 4000 dipendenti, presidi commerciali in 35 Paesi e 200.000 unità prodotte/anno.

## "Non solo un imprenditore"

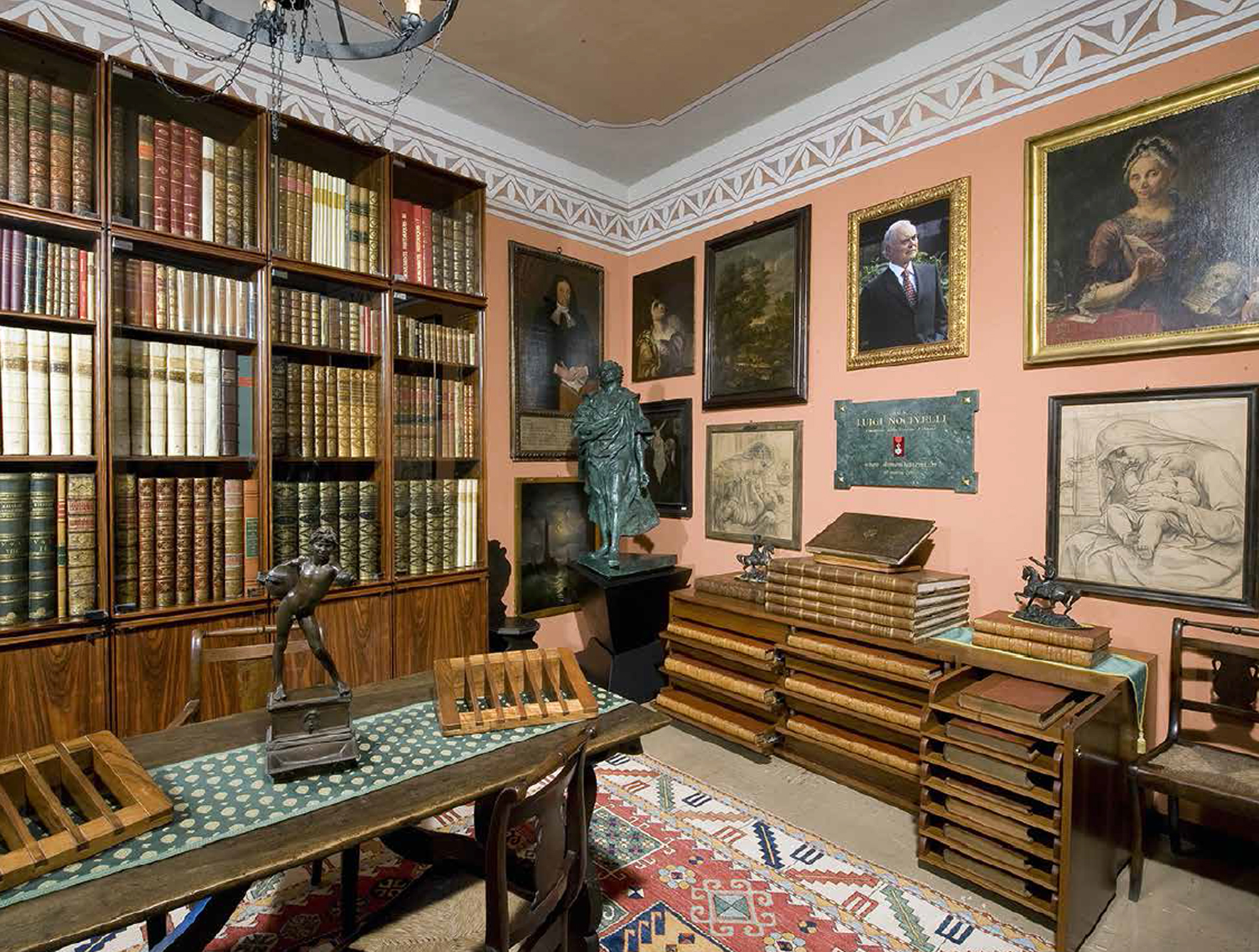
Lonato del Garda, Museo Casa del Podestà, Sala Nocivelli della Fondazione Ugo Da Como

Luigi Nocivelli fin da ragazzo ha sempre ricercato l'ordine, l'equilibrio e l'armonia. Ama la terra e l'agricoltura e ha avuto varie tenute, tra cui un grande podere in Toscana, nel Chianti classico, dove si appassiona all'enologia e comincia la produzione del Chianti Classico Nocivelli.
Un'altra passione sono la letteratura e i classici. Alla fine degli anni Ottanta si scopre collezionista e la sua biblioteca si arricchisce rapidamente di pezzi rari, disponibili oggi presso la Fondazione Ugo Da Como. Nel corso degli anni diventa uno dei principali fondi privati italiani.
Ama il bello ma avverte anche un profondo senso etico di restituzione al territorio di ciò che ha ricevuto dalla vita. Desidera, inoltre, lasciare un segno, fare in modo che il suo passaggio non venga dimenticato.
Promuove perciò progetti in favore della comunità e si dedica alla valorizzazione dei monumenti più importanti dei luoghi dove ha vissuto, come il duomo di Verolanuova, di cui finanzia i restauri.
A partire dagli anni Ottanta, entra in contatto con il FAI, il Fondo Ambiente Italiano e ne diventa Consigliere. Partecipa a molteplici iniziative promosse da questa Fondazione: un impegno concreto, che nasce dalla volontà di dedicarsi alla conservazione del patrimonio culturale italiano e dal desiderio di renderlo accessibile a tutti.
Alla fine degli anni novanta, tutte queste esperienze convergono in un nuovo grande progetto nel cuore di Verolanuova: il parco pubblico intitolato ai genitori "Angelo e Lina Nocivelli".
Nel 2009 in sua memoria la vedova Barbara ha istituito il Premio Nocivelli, rassegna culturale per la promozione dell'arte contemporanea, della quale lo stesso Nocivelli era appassionato.
Nel 2016-2017, in ricordo di Luigi Nocivelli, grande amico e sostenitore del FAI, la famiglia ha contribuito al restauro delle facciate e del porticato dell'Abbazia di San Fruttuoso, uno di beni artistici e architettonici protetti dal Fondo Ambiente Italiano.